# آلفئاندرا دوانگا
آلفئاندرا دوانگا (انگلیسی: Alfeandra Dewangga؛ زادهٔ ۲۸ ژوئن ۲۰۰۱) بازیکن فوتبال است.
وی همچنین در تیم‌های ملی فوتبال زیر ۲۳ سال اندونزی و اندونزی بازی کرده‌است.